# Wielbłąd domowy
Wielbłąd domowy lub baktrian (Camelus bactrianus) – gatunek ssaka z rodziny wielbłądowatych (Camelidae), należący wraz z wielbłądami dwugarbnymi i jednogarbnymi (dromaderami) do rodzaju wielbłąd (Camelus). Charakteryzuje się średnią wielkością i ciężarem większym od innych współczesnych wielbłądów (osiąga masę do 1 tony, przy długości ciała 3 m), różni się też od wielbłąda jednogarbnego obecnością dwóch garbów i znacznie grubszą sierścią. Gatunki wielbłądów są blisko spokrewnione, mogą się krzyżować, tworząc żywotne, płodne mieszańce.
Baktrian jest bliskim krewnym wielbłąda dwugarbnego (Camelus ferus). Chociaż Camelus ferus był często uważany za podgatunek baktriana (jako Camelus bactrianus ferus), to współczesne badania genetyczne przemawiają za jego izolacją od wielbłąda domowego. Obecnie uważa się, że rozdzielenie się C. bactrianus i C. ferus miało miejsce w plejstocenie (około 1,5-0,7 mln lat temu), na długo przed rozpoczęciem udomowienia wielbłąda domowego (około 6000-4000 lat temu).
Zwierząt tych żyje na świecie około 2 miliony.
Stanowi on zwierzę juczne; pozyskuje się też od niego wełnę, w większych ilościach i lepszej jakości niż od dromadera. Mniejsza niż w przypadku jednogarbnego kuzyna jest jego przydatność dla mleczarstwa; do wykorzystania nadaje się także jego mięso.